# ایستری
ایستری (به انگلیسی: Eastry) یک روستا و محله مدنی در بریتانیا است که در Dover واقع شده‌است. ایستری ۲٬۴۹۲ نفر جمعیت دارد.